# Alejandro Mancuso
Pour les articles homonymes, voir Mancuso.
Alejandro Mancuso est un ancien footballeur argentin né le 4 septembre 1968 dans la banlieue de Buenos Aires en Argentine. Il évoluait au poste de milieu de terrain. 
Il a participé à la Coupe du monde 1994 avec l'Argentine et a remporté la Copa América en 1993 avec cette même équipe. 
Il a principalement joué dans des clubs argentins et brésiliens.

## Carrière
- 1988-1989 : Club Ferro Carril Oeste  Argentine
- 1989-1993 : CA Vélez Sársfield  Argentine
- 1993-1995 : CA Boca Juniors  Argentine
- 1995 : SE Palmeiras  Brésil
- 1996 : CR Flamengo  Brésil
- 1997 : Santa Cruz Futebol Clube  Brésil
- 1997-1998 : CA Independiente  Argentine
- 1998-1999 : Club Deportivo Badajoz  Espagne
- 1999-2000 : Santa Cruz Futebol Clube  Brésil
- 2000 : Club Atlético Bella Vista  Uruguay

## Palmarès
- Champion de l'État de Rio de Janeiro en 1996
- Vainqueur de la Copa América en 1993 avec l'Argentine
- 10 sélections en équipe d'Argentine entre 1992 et 1994